# رزم‌ناو کلاس اسلاوا
رزمناو کلاس اسلاوا (به انگلیسی: Slava-class cruiser) یک کلاس از کشتی جنگی روسیه است که طول آن ۱۸۶ متر می‌باشد.
روسیه دارای ۲ فروند از این رزم‌ناو است که اولین فروند آن در سال ۱۹۸۳ تحویل ناوگان اتحاد جماهیر شوروی گردید.
در حال حاضر ناوگان روسیه دارای ۲ فروند از این رزمناو می‌باشد که شامل:
- 055 MARSHAL USTINOV یوستینف که در سال ۱۹۸۶ وارد خدمت شد و در ناوگان دریای شمال خدمت می‌کند.
- 051 VARYAG (011) واریاگ که در سال ۱۹۸۹ وارد خدمت شد و در ناوگان اقیانوس آرام خدمت می‌کند

همچنین:
- 121 MOSKVA ماسکوا که در سال ۱۹۸۳ وارد ناوگان شد و در ناوگان دریای سیاه خدمت می‌کرد که در تاریخ ۱۴ آوریل ۲۰۲۲ میلادی توسط موشک نپتون ارتش اوکراین غرق شد.
- این کلاس رزم‌ناو، رقیب رزم‌ناو کلاس تیکانداروگو آمریکایی می‌باشد. درکل اگر تعداد رزم‌ناوهای نیروی دریایی روسیه و آمریکا را مقایسه کنیم مسلماً آمریکا از نظر تعداد قدرتمندتر است (آمریکا دارای ۲۲ رزم‌ناو بوده که همگی از کلاس تیکوندروگا | CG Ticonderoga class هستند)

رزم‌ناو تهاجمی کلاس اسلاوا کشور روسیه دارای یک مجموعهٔ بزرگ از سلاح‌های ضدکشتی و ضدهوایی برای انجام عملیات تهاجمی و همچنین بازدارنده علیه نیروهای دشمن است.
کلاس اسلاوا یک نمونه نسبتاً کوچکتر از نبردناوهای کلاس کیروف به حساب می‌آید. (نبردناوهای کلاس کیروف در کلاس ۲۵۰۰۰ تن و رزم‌ناو کلاس اسلاوا در کلاس ۱۱۰۰۰ تن هستند)
از اصلی‌ترین سلاح‌های این ناو موشک ضدکشتی ss-n-12 sandbox است که در ۴ ردیف دوتایی در دو طرف قرار گرفته‌اند که جمعاً ۱۶ موشک آماده شلیک در لانچرها وجود دارد؛ این موشک دارای برد ۴۲۰ ناتیکال مایل و سرعت ۲٫۶ ماخ است.
از دیگر سلاح‌های قدرتمند این رزم‌ناو می‌توان به موشک ضدهوایی (اس۳۰۰) دریاپایه (sa-n-6 grumble) نام برد که یک سلاح قدرتمند ضد اهداف هوایی دوربرد به حساب می‌آید؛ این سلاح در ۸ لانچر ۸ تایی (مجموعاً ۶۴ موشک) علیه اهداف هوایی به کار می‌رود.
از این کشتی بین سال‌های ۱۹۸۳ تا ۱۹۹۰ چهار فروند ساخته شد. قرار بود ۲۱ فروند از این کشتی ساخته شده و تحویل نیروی دریایی شود تا جایگزین کشتی‌های کلاس کیندا و کرستا شوند اما با پایان یافتن جنگ سرد و مشکلات مالی دولت روسیه این طرح فراموش شد. از این تعداد ۳ فروند به ناوگان روسیه تحویل داده شد و یک فروند نیمه کاره باقی ماند که به نیروی دریایی اوکراین تحویل داده شد؛ اما این فروند هیچگاه به دست اوکراین تکمیل نشد و دولت این کشور درسال ۲۰۱۷ اعلام کرد که آن را اوراق می‌کند.

## مشخصات رزمناو
کشور ---- روسیه
سازنده ---- دفتر طراحی نیکلایو
وزن ---- ۹۸۰۰ الی ۱۰۰۰۰ تن وزن خالی
۱۱۲۰۰ الی ۱۲۵۰۰ وزن لود شده کشتی.
سرعت ---- ۳۰ الی ۳۲ نات
طول ---- ۱۸۶ متر
پیشران ---- چهار موتور توربین گازی ۱۱۰۰۰۰ اسب بخار با دو پروانه ۴ پره ای.
خدمه ---- ۴۷۶ الی ۵۲۹
تسلیحات موشکی: ۱. ۱۶ موشک (اس اس ۱۲ سندباکس)
۲. ۶۴ موشک (اس ای ان ۶ گرامبل) نوع دریاپایه اس۳۰۰
۳. ۴ موشک (اس ای ان ۴ اوزا)
توپها: ۱. دو توپ ۱۳۰ میلیمتری بابرد ۲۸۸۰۰ متر
۲. شش گاتلینگ ak630 با سرعت ۶۰۰۰ گلوله در دقیقه.
اژدر: دو جایگاه پنجتایی پرتاب اژدر ۵۳۳ میلیمتری.
سیستمهای الکترونیکی:
۱. رادار جستجوی سه بعدی mr-800 vishkod برای جستجوی هوایی.
۲. رادار سه بعدی mr-700 fregat مخصوص جستجوی هوایی و زمینی.
۳. سیستم نقشه خوانی فراند.
۴. سیستم کنترل موشک اس اس ان ۱۲
۵. سیستم کنترل موشک اس ای ان ۶
۶. سیستم کنترل موشک اس ای ان ۴ ازا
۷. سیستم کنترل آتش توپهای ۱۳۰ میلیمتری.
1. سیستم کنترل آتش توپهای گتلینگ.
2. سیستم ارتباط ماهوارهای ستکام

۱۰. سیستم سونار mg 323 tigan
هلیکوپتر: یک فروند هلیکوپتر کا۲۵ برای حملات ضد زیردریایی و گشت.

## مشخصات رزمناوهای 1164 Slava class
- وزن استاندارد: ۱۰۰۰۰ تن
- حداکثر وزن: ۱۲۵۰۰ تن
- ابعاد:
- طول: ۱۸۶ متر
- عرض: ۲۰ متر
- ابخور: ۹٫۳ متر
- موتورها: دو توربین گازی M70 به قدرت ۲۰۰۰۰ اسب بخار به علاوه ۲ توربین بخار و توربین‌های گاز تقویتی 4 M8KF همراه با ۴ *محور انتقال نیرو مجموعاً به قدرت ۱۱۰ هزار اسب بخار.
- سرعت: ۳۰ گره
- پرسنل: ۵۳۰ نفر

## تسلیحات
۸ مقر دوتایی (۸ در ۲) موشک (SS-N-12) بازالت با برد ۴۲۰ ناتیکال مایل و سرعت ۲٫۹ ماخ
۸ مقر ۸ تایی (۸ در ۸) موشک (SA-N-6) مجموعاً ۶۴ موشک (برد ۸۰ ناتیکال مایل و سرعت ۳ ماخ)
دو مقر دو تایی (۲ در ۲) موشک اسکا (SA-N-4)
دو توپ ۱۳۰ م م با برد ۲۸۸۰۰ متر
۶ گتلین ۶ لول مدل AK-630 (6x30 mm; 6'000 rds/m/mount)
۱۰ مقر اژدر هر طرف ۵ عدد به قطر ۵۳۳ م م
2 x 12 RBU-6000 ASW RL (R: 3'000 m)
هلیکوپتر KA-25
تجهیزات الکترونیک:
رادار ۳ بعدی MR-800 Voshkod مخصوص سرچ هوایی
و MR-700 Fregat و MR-710 Fregat-MA باز هم مخصوص سرچ هوایی
سونار مدل MG-332 Tigan-2T
سیستم کنترل آتش Volna
سیستم کنترل SA-N-6 SAM
سیستم کنترل MPZ-301 Baza
سیستم کنترل SA-N-4 SAM
سیستمهای جنگ الکترونیک:
رادار Kol'cho
گوی استراق سمع
جمرهای مدل MR-404/Rum